# La Godefroy
 La Godefroy  es una población y comuna francesa, situada en la región de Baja Normandía, departamento de Mancha, en el distrito de Avranches y cantón de Avranches.

## Demografía
| 136 | 140 | 128 | 144 | 155 | 155 | 221 | 247 | 280 |
| Para los censos de 1962 a 1999 la población legal corresponde a la población sin duplicidades (Fuente: INSEE [Consultar]) |     |     |     |     |     |     |     |     |